# Dolná Ves
Dolná Ves és un poble i municipi d'Eslovàquia. Es troba a la regió de Banská Bystrica.

## Història
La primera menció escrita de la vila es remunta al 1429.

## Demografia
| Godina             | 1994 | 2004   | 2014   | 2024   |
| ------------------ | ---- | ------ | ------ | ------ |
| Nombre de persones | 242  | 227    | 235    | 234    |
| Diferència         |      | −6,19% | +3,52% | −0,42% |

| Godina             | 2023 | 2024   |
| ------------------ | ---- | ------ |
| Nombre de persones | 231  | 234    |
| Diferència         |      | +1,29% |